# 阿史德颉利发
阿史德颉利发，又作哥解颉利发，后突厥汗国贵族，阿史德氏，毗伽可汗大臣。
开元十二年（724年）七月，毗伽可汗派他赴唐求亲。在长安（今陕西西安）深受礼遇，曾随唐玄宗野猎。唐朝因他位轻礼薄，没有允婚。同年八月，离长安返归。次年四月，毗伽可汗再派阿史德颉利发入贡，于是扈从玄宗东巡，封禅泰山。十二月，颉利发辞归，玄宗厚赐而遣，最终也没有许婚。